# Parisades V
Parisades V o Perisades V (llatí: 'Paerisades', grec antic: Παιρισάδης) va ser rei del Bòsfor Cimmeri, el darrer monarca de la dinastia Espartòquida. Va regnar possiblement des de l'any 125 aC fins al 107 aC.
La història del regne en l'època que va precedir la seva pujada al tron, s'ha perdut i no està establert amb seguretat el grau de parentiu amb els reis anteriors. La forta pressió dels escites i les seves contínues peticions d'augment del tribut, que no va poder satisfer, van portar a l'ocupació del regne per l'escita Saumac als voltants de l'any 108 aC, i això el va induir a cedir la sobirania a Mitridates VI Eupator, rei del Pont, probablement el 107 aC o en tot cas en una data no anterior al 112 aC ni posterior al 88 aC. El general Diofant havia anat al Bòsfor Cimmeri per ordre de Mitridates VI per tal d'ajudar Parisades V, però no va poder aturar l'entrada dels escites que segurament van matar a Parisades i ell va poder fugir amb dificultats.